# فرقة العمل المشتركة بين الوكالات المعنية بالأمراض المعدية الناشئة
فرقة العمل المشتركة بين الوكالات المعنية بالأمراض المعدية المسجدة (IATF-EID) هي فرقة عمل نظمتها السلطة التنفيذية للحكومة الفلبينية للاستجابة للشؤون المتعلقة بالأمراض المعدية المستجدة في الفلبين.

## التشكيل
تم إنشاء هذه الفرقة من خلال الأمر التنفيذي رقم 168 في عام 2014 الذي أصدره الرئيس آنذاك بنيغنو آكينو. وقد تم تنظيمها كأداة حكومية لتقييم ورصد واحتواء والسيطرة ومنع انتشار أي وباء محتمل في الفلبين.

## جائحة فيروس كورونا عام 2020
اجتمعت الفرقة في كانون الثاني 2020 لمناقشة تفشي الفيروس في ووهان، الصين. ولقد اتخذ أعضاء الفرقة قرارًا لإدارة انتشار الفيروس الجديد،  والذي كان معروفًا في ذلك الوقت باسم فيروس كورونا الجديد 2019 (نوكوف -2019) وأعيدت تسميته في النهاية إلى متلازمة الجهاز التنفسي الحادة الوخيمة 2 (سارس - CoV-2)، الفيروس الذي يسبب مرض فيروس كورونا 2019 (كوفيد-19). في 9 آذار 2020، اتصل الرئيس دوتيرتي بالفرقة وسط ارتفاع حالات كوفيد-19 في الفلبين.
في 25 آذار، كشفت فرقة العمل المشتركة عن خطة عمل وطنية لإبطاء انتشار كوفيد-19. فقد تم إنشاء برنامج العمل الوطني لتنفيذ نظام إدارة حالة كوفيد-19 بفعالية وكفاءة. بالإضافة إلى ذلك، أنشأت الفرقة فرقة العمل الوطنية لكوفيد-19 برئاسة وزير الدفاع الوطني دلفين لورينزانا، والتي تتولى قيادة العمليات. وفي الوقت نفسه، أصبحت فرقة العمل المشتركة بين الوكالات «الجهة المسؤولة عن عملية صنع السياسات» بينما تدير قيادة الحوادث الوطنية المهام والعمليات اليومية.

## التكوين
- رئاسة الفرقة - وزارة الصحة
- الأعضاء
  - وزارة الخارجية
  - وزارة الداخلية والحكم المحلي
  - وزارة العدل
  - وزارة العمل والتوظيف
  - وزارة السياحة
  - وزارة النقل